# Al Ghuwariyah
Al Ghuwariyah (Arabisch: الغويرية) is een gemeente in Qatar.
Al Ghuwariyah telde in 2004 bij de volkstelling 2159 inwoners.
Al Ghuwariyah · Al Jumaliyah · Al Khawr · Al Wakrah · Ar Rayyan · Ash Shamal · Doha · Jariyan al Batnah · Mesaieed · Umm Salal